# 1213 Algeria

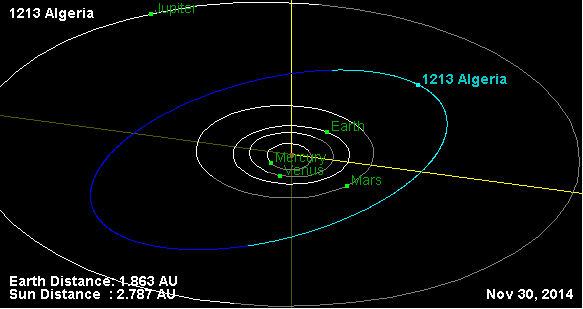

1213 Algeria è un asteroide della fascia principale del diametro medio di circa 33,2 km. Scoperto nel 1931, presenta un'orbita caratterizzata da un semiasse maggiore pari a 3,1415717 UA e da un'eccentricità di 0,1290973, inclinata di 13,07315° rispetto all'eclittica.
Il suo nome fa riferimento all'Algeria e alla sua capitale, Algeri, presso l'osservatorio dove l'asteroide fu scoperto.